# Miasto mosiądzu
Miasto mosiądzu (ang. City of Brass) – amerykańska powieść fantasy napisana przez S.A. Chakraborty. To pierwszy tom z cyklu Dewabad. Została wydana w USA w 2017. Polska wersja ukazała się nakładem wydawnictwa We need YA w 2021 w tłumaczeniu Macieja Studenckiego. Akcja powieści rozgrywa się w XVIII-wiecznym Egipcie oraz na Bliskim Wschodzie. W 2018 dzieło zdobyło nominację m.in. do World Fantasy Awards, British Fantasy Awards, a także do Nagrody Locusa w kategorii First Novel.